# Edward E. Evans-Pritchard

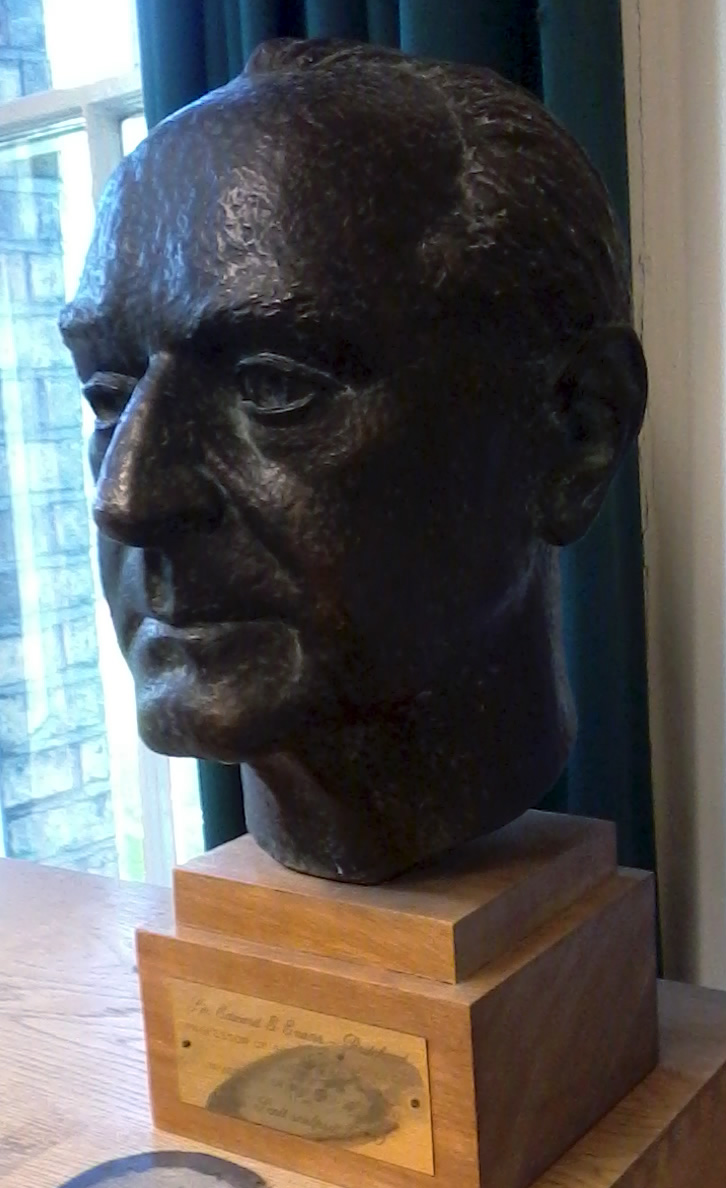
Büste von E.E. Evans-Pritchard

Sir Edward Evan Evans-Pritchard (* 21. September 1902 in Crowborough, East Sussex; † 11. September 1973 in Oxford, Oxfordshire) war ein britischer Sozialanthropologe.

## Leben
Evans-Pritchard wurde als Sohn eines anglikanischen Pfarrers in  Crowborough, Sussex geboren. Von 1921 bis 1924 studierte er moderne Geschichte an der Universität Oxford. Seine anthropologischen Studien begann er an der London School of Economics and Political Science (LSE), wo er bei Charles Gabriel Seligman, einem der Teilnehmer der berühmten anthropologischen Expedition der Universität Cambridge in die Torres-Straße, lernte. Zur gleichen Zeit trat dort Bronisław Malinowski seine Lehrtätigkeit an, und so wurde Evans-Pritchard neben Raymond Firth zu einem der ersten Schüler Malinowskis, orientierte sich aber mehr an Seligman.
1926 bekam Seligman einen Auftrag des britischen Colonial Office zu einer ethnographischen Erforschung der indigenen Völker im damaligen Anglo-Ägyptischen Sudan. Da er jedoch erkrankte, übernahm Evans-Pritchard diese Aufgabe. Auf Grund der Ergebnisse seiner ersten dreimonatigen Feldforschung bei den Azande erlangte Evans-Pritchard 1927 seinen Ph.D. In den kommenden drei Jahren suchte er die Azande immer wieder auf; zwischen diesen Aufenthalten hielt er Vorlesungen an der LSE.
1930, unmittelbar nachdem das britische Militär den Aufstand der Nuer im Sudan niedergeschlagen hatte, begann Evans-Pritchard seine Feldforschung bei diesem Volk, das ihn als Fremden und sogar als Feind betrachtete. Obwohl ein Großteil seiner Forschung im Auftrag der britischen Regierung stattfand, übernahm Evans-Pritchard keine Spionageaufträge, sondern legte seine Ziele den Menschen, die er erforschte, mit denen er lebte und die er respektierte, zu jeder Zeit offen. Er sah sich als eine Art Vermittler zwischen der Regierung und den Nuer.
1932 wurde er Professor an der Universität Kairo, gab diese Stelle aber 1935 wieder auf, um Afrikanische Soziologie in Oxford zu unterrichten, wo er bis zum Ausbruch des Zweiten Weltkriegs blieb. Während des Krieges leitete er einen Guerilla-Grenzkrieg gegen das von Italien okkupierte Äthiopien. Er diente als Offizier in Äthiopien, Sudan, Libyen und Syrien. Sein Forscherkollege im Sudan, Godfrey Lienhardt, urteilte dazu: „Parts of his own life indeed, as he or more usually others recalled them, had a fictional quality.“ (Lienhardt 1974, S. 300)
1945 kehrte er nach England zurück und übernahm, nach einem Jahr in Cambridge, die Professur von Alfred Radcliffe-Brown für Social Anthropology in Oxford, wo er bis zu seiner Emeritierung 1970 blieb. 1956 wurde er zum Mitglied der British Academy ernannt, 1958 wurde er in die American Academy of Arts and Sciences und 1968 in die American Philosophical Society gewählt. 1971 wurde er geadelt.
Am 11. September 1973 starb Evans-Pritchard in Oxford.

## Werk

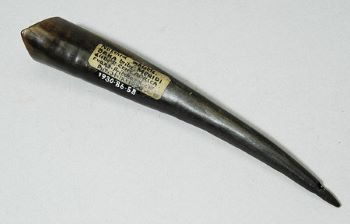
Endgeblasene, unten geschlossene Flöte aus Tierhorn der Baka aus der Provinz Western Equatoria, Südsudan. Erworben von Evans-Pritchard. (Seit 1930 im Pitt Rivers Museum, Oxford)

Edward Evan Evans-Pritchard galt zunächst als Schüler der British Social Anthropology, von der er sich jedoch später abwandte, da er der Meinung war, man müsse ein größeres Gewicht als diese auf die Sozialgeschichte und das soziale Handeln der einzelnen Akteure legen.
Er führte Feldforschungen bei den Azande im Sudan (1926–1930 mit Unterbrechungen), bei den Nuer im Sudan (1930/1931/1935), bei den Anuak in Äthiopien (1935/1936), bei den sudanischen Schilluk und bei den Luo in Kenia durch.
Evans-Pritchard sah es als Ziel an, eine Ethnographie zu schreiben, die eine vollständige, zusammenhängende und genaue Präsentation der Auffassungen der Stämme und Völker darstelle.

### Theorie der Verantwortlichkeit
Nach Meinung von Evans-Pritchard kann kulturelles Leben eines Volkes nur in Zusammenhang mit den persönlichen Erfahrungen seiner Menschen verstanden werden. In seiner „Theorie der Verantwortlichkeit“ (Theory of accountability) möchte er Wertvorstellungen und Religion mit Sozialverhalten in Verbindung bringen.
Die anthropologische Methode ist nach Evans-Pritchard die des Vergleichs. Der entscheidende Moment, um Vergleiche zu ziehen, ist, sobald dem Einzelnen ein Unglück widerfährt. In solchen Situationen muss man die Weisen betrachten, wie mit der Situation umgegangen wird. Menschen können andere beschuldigen, selber Verantwortung übernehmen oder sich in soziale Bräuche retten und überirdische Mächte anrufen.

### Schadenzauber bei den Azande
So war bei den Azande die erste Assoziation zu einem Unglücksfall in jedem Bereich des Lebens, dass jemandes Schadenzauber (witchcraft) dafür verantwortlich sein musste.
Laut Evans-Pritchard ist Hexerei bei den Azande allgegenwärtig. Sie kennen auch Inkompetenz, unvorsichtiges Verhalten, Tabu- oder Normbrüche und natürliche Prozesse als Ursachen, wobei die Folgen dieses Unglücks wiederum häufig mit Hexerei in Zusammenhang stehen. Unglückliche Ereignisse geschehen niemals zufällig: Wenn beispielsweise ein auf Holzpfählen errichteter Vorratsspeicher, unter dem Menschen sitzen, einstürzt, weil die Termiten sie angefressen haben, dann sind die Termiten der Grund für den Einsturz des Speichers. Die Menschen saßen unter dem Vorratsspeicher, um der Sonne zu entkommen. Aber die Begründung dafür, dass der Speicher genau in dem Moment umgestürzt ist, als genau diese Menschen darunter saßen, liegt im Schadenzauber.
Die Fähigkeit zur Hexerei lokalisieren die Azande als eine Substanz in der Leber, diese Kraftsubstanz wird patrilinear (vom Vater auf den Sohn) vererbt, kommt jedoch nicht in königlichen Verwandtschaftslinien (lineages) vor.
Evans-Pritchards Konzept des menschlichen Wissens geht von drei Prinzipien aus:
- Rationalität. Rationale Gedanken können jedoch nur selektiv auftreten, wenn ihnen in einem sozial möglichen Rahmen Aufmerksamkeit geschenkt wird.
- Selektivität. Das Prinzip der Selektivität hängt von der sozialen Forderung nach Verantwortung (nach verantwortlichen Akteuren) ab.
- Soziale Muster der Verantwortlichkeit. Sie sind durch systematische Beobachtung erkennbar und dienen als Ausgangspunkt für eine spezielle Art der Sicht auf die Wirklichkeit, mit einer je eigenen Vorstellung von Handelnden, die mit speziellen Kräften ausgestattet sind.

Jede Gesellschaft hat nach Evans-Pritchard ihre eigenen Ausgangspunkte der Übereinstimmung über moralisch zulässige Ziele. Diese Strukturen verbinden die Individuen der Gesellschaft miteinander, und in Gestalt sozialer Bräuche können sie wahrgenommen werden. Solche lokalen Strukturen zu identifizieren, war Evans-Pritchards Ziel. Sozialanthropologie ermittelt nach ihm strukturierte Geschichte.

### Sozialanthropologie als Sozialgeschichte
Laut Evans-Pritchard ist Geschichtswissen nötig, um die politische Organisation einer Kultur in Erfahrung bringen und verstehen zu können. Hierzu gehört auch die Geschichte, bevor sie durch Kolonialisierungen von den Europäern verändert worden ist.
Die Sozialgeschichte könnte demnach als Modell für die Sozialanthropologie dienen. Seiner Meinung nach gibt es drei Ebenen anthropologischer Fragestellung, die Parallelen in historischen Methoden hat:
- Der Anthropologe versucht andere Gesellschaften zu verstehen und (für seine Gesellschaft) zu übersetzen. Während die Anthropologie mit direkter Feldforschung arbeitet, arbeitet die Geschichtsforschung literarische Quellen auf. Dies ist laut Evans-Pritchard jedoch mehr ein technischer als ein methodologischer Unterschied bei der wissenschaftlichen Erschließung von Kulturen.
- Anthropologen und Historiker suchen nach strukturellen Ordnungen einer Gesellschaft, nach Mustern also, die ihnen ermöglichen, sie als Ganze, als ein Set von miteinander in Beziehung stehenden Abstraktionen zu sehen.
- Der Anthropologe vergleicht die sozialen Strukturen verschiedener Gesellschaften miteinander. Geschichtliche Perspektiven mit reichlich ethnographischen Details können hierbei als Basis dienen.

### „Humanistische Anthropologie“
Evans-Pritchard war ein starker Kritiker zu stark abstrahierender Theoriebildung. Seiner Meinung nach war es von essentieller Bedeutung, sowohl die Sozialgeschichte als auch das Individuum in seine Forschungen mit einzubeziehen. Er war in lebhafte Diskussionen involviert, nahm keine dogmatischen Positionen ein und forderte, sich in seinen Aussagen auf empirisch verifizierbare Daten zu beschränken.
„It has seemed to me, that anthropologists (include me, if you wish) have, in their writings about Africans societies, dehumanized the Africans into systems and structures and lost the flesh and blood“ (Evans-Pritchard 1988 (1950), S. 417).
Edward Evan Evans-Pritchard galt als intellektuell rastlos, alles hinterfragend und skeptisch.

## Werke
- 1937: Witchcraft, Oracles and Magic among the Azande. Oxford: Oxford University Press
- 1940: The Nuer: A Description of the Modes of Livelihood and Political Institutions of A Nilotic People. Oxford: Oxford University Press
- 1944: A Scientific Theory of Culture
- 1948: The Divine Kingship of the Shilluk of the Nilotic Sudan. Cambridge: Cambridge University Press
- 1949: The Sanusi of Cyrenaica. Oxford University Press, London (Digitalisat)
- 1950: Social Anthropology: Past and Present. In: Man 198: 118–124
- 1951: Social Anthropology. London: Cohen & West Digitalisat
- 1951: Kinship and Marriage among the Nuer. Oxford: Clarendon Press
- 1956: Nuer Religion. Oxford: Clarendon Press
- 1965: Theories of Primitive Religion. Oxford: Clarendon Press (dt. Theorien über primitive Religionen. Aus dem Englischen von Karin Monte. Frankfurt am Main: Suhrkamp, 1968)
- 1967: The Zande Trickster. Oxford: Oxford University Press (Oxford Library of African Literature)
- 1971: The Azande: History and Political Institutions. Oxford University Press
- 1974: A Bibliography of the Writings of E. E. Evans-Pritchard. Compiled by E. E. Evans-Pritchard, amended and corrected by T. Beidelman. London: Tavistick Publications
- 1974: Man and Woman among the Azande. New York: The Free Press
- 1976. Witchcraft, Oracles, and Magic among the Azande. Abridged with an introduction by E. Gillies. Oxford: Clarendon Press
- Meyer Fortes und Edward E. Evans-Pritchard: 1940. African Political Systems. Oxford: Oxford University Press.